# Mauricette Cébron
Mauricette Cébron (née le 16 avril 1897 à Paris 17e et morte le 5 septembre 1992 à Stains) est une danseuse et chorégraphe française. Elle enseigna notamment à l'Opéra de Paris.
Elle eut pour fils et élève Jean Cébron.

## Biographie
En 1935, elle chorégraphie l'adaptation au théâtre de personnages de bande dessinée, Prosper d'Alain Saint-Ogan par Mlle Thérèse Lenotre, et Adhémar de Montgon.
Le 29 avril 1927 naît son fils Jean Cébron. Elle lui enseigne la danse de 1945 à 1947.